# Stephanocyathus (Stephanocyathus) imperialis
Stephanocyathus (Stephanocyathus) imperialis is een rifkoralensoort uit de familie van de Caryophylliidae. De wetenschappelijke naam van de soort is voor het eerst geldig gepubliceerd in 2004 door Cairns.